# St. Michael (Hohnsberg)

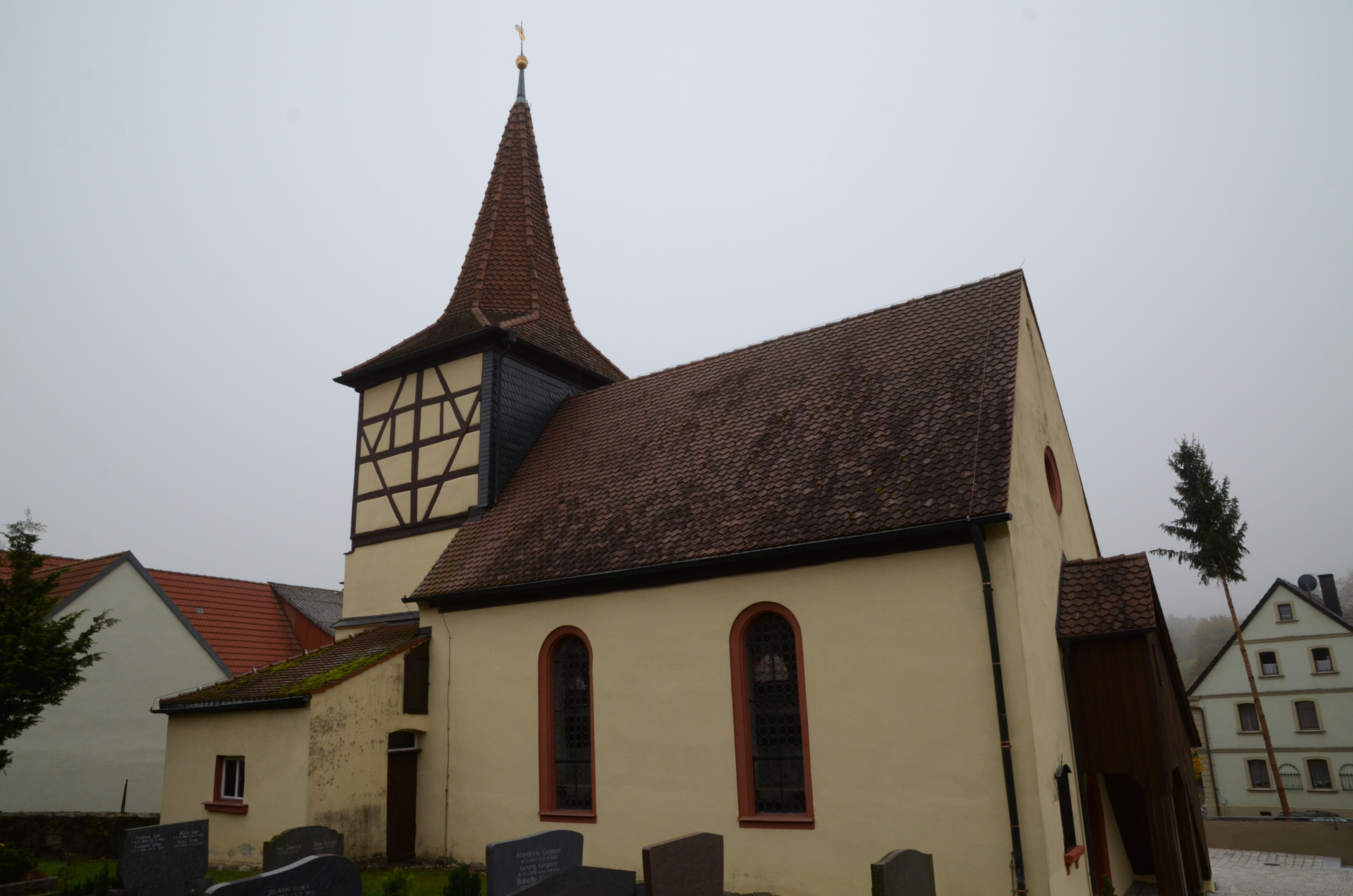
Die Kirche in Hohnsberg

Die Kirche St. Michael ist ein evangelisch-lutherisches Gotteshaus im unterfränkischen Hohnsberg. Sie steht inmitten des Dorfes und gehört zum Dekanat Markt Einersheim.

## Geschichte
Die Geschichte der Kirche ist eng mit der des Dorfes verbunden. Erstmals erwähnt wurde ein Gotteshaus bereits im Jahr 823, als Kaiser Ludwig der Fromme dem Bischof von Würzburg einige Kirchen bestätigte. Das Dorf und die Kapelle waren im Mittelalter Teil der Grafschaft Castell. Die Grafen forcierten die Erhebung der Hohnsberger Kirche als Pfarrkirche. Dies gelang ihnen im Jahr 1334, zuvor war das Dorf Filiale der Pfarrei Geiselwind.
Bis ins 15. Jahrhundert waren die Herren von Crailsheim Besitzer von Hohnsberg. Wahrscheinlich ließen sie die Kirche neu bauen. Darauf weist das Untergeschoss des Gotteshauses aus der Zeit um 1460 hin. Die Crailsheimer führten im 16. Jahrhundert auch die Reformation in ihren Besitzungen ein. Die Kirche wurde lutherisch und bis 1740 von Burghaslach pfarrlich betreut. Danach wurde der Pfarrer von Kirchrimbach auch Pfarrer von Hohnsberg.
Im Dreißigjährigen Krieg erlitt Hohnsberg starke Zerstörungen und lag zeitweise wüst. Dabei wurde auch die Kirche in Mitleidenschaft gezogen. Nach der Wiederbesiedlung begann man mit ihrem Wiederaufbau. Im Jahr 1708 wurde der Grundstein für die neue Kirche gelegt, 1713 war das Gotteshaus fertiggestellt. Heute ist Hohnsberg eine der kleinsten lutherischen Gemeinden in Bayern. Die Kirche wird vom Bayerischen Landesamt für Denkmalpflege als Baudenkmal eingeordnet.

## Architektur
Die Kirche steht inmitten des örtlichen Friedhofs. Sie ist geostet und hat einen Chorturm, das älteste Element des Gotteshauses, das Untergeschoss geht auf die Zeit um 1460 zurück. Im 18. Jahrhundert stockte man den Turm auf, das Obergeschoss wurde in Fachwerkbauweise mit einer Uhr errichtet. Der Turm schließt mit einem ziegelgedeckten Spitzhelm ab. Innen ist er flachgedeckt.
Das Langhaus wird von zwei langgestreckten Rundbogenfenstern durchlichtet. Es schließt mit einem Satteldach ab und stammt in seiner heutigen Form aus dem 18. Jahrhundert. An der Westfassade befindet sich ein hölzerner Treppenaufgang zu den Emporen und das Hauptportal, über dem ein Rundfenster angebracht ist. Innen überwölbt eine Holztonne das Langhaus. Die Sakristei ist im Norden an den Turm angebaut.

## Ausstattung

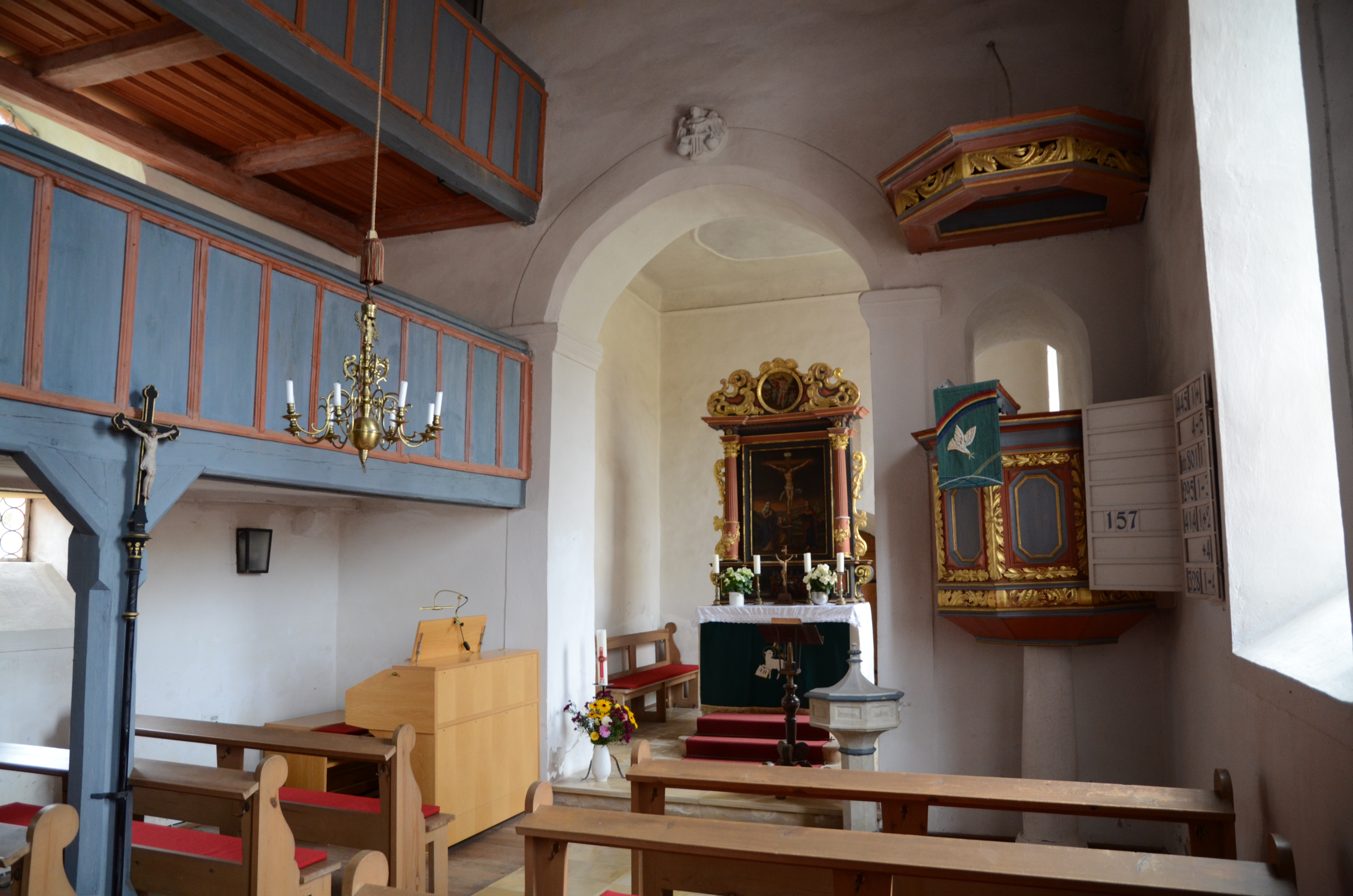
Das Innere der Michaelskirche

### Altar
Den Mittelpunkt des Kircheninneren bildet der Altar. Er gelangte aus der St.-Peter-und-Paul-Kirche in Rüdenhausen nach Hohnsberg, als die Kirche im Jahr 1713 neu eingeweiht wurde. Die Rüdenhäuser Kirche war einige Jahre zuvor neu gebaut worden und hatte einen größeren Altar erhalten. Allerdings blieben die Motive, für die Ausgestaltung des neuen Altars gleich, sodass sich in Hohnsberg ein kleineres Pendant des Altars von Rüdenhausen befindet.
Der Hohnsberger Altar weist die häufig gewählte Dreiteilung mit Predella, Retabel und Auszug auf. Die Predella trägt ein Ölgemälde des Letzten Abendmahls. Ein niedriges Gesims vermittelt zum Altarblatt. Dort ist die Kreuzigung Christi dargestellt, Maria, Maria Magdalena und Johannes sind Assistenzfiguren. Über dem von zwei Rundsäulen flankierten Blatt ist auf einem sehr ausladenden Gesims der Auszug in Form eines Ovalbildes mit der Auferstehung angebracht. Das Bild ist von reichem Ornament umgeben.

### Weitere Ausstattung
Das älteste Ausstattungselement, ein Relief des Kirchenpatrons Michael als Seelenwäger, stammt noch aus der mittelalterlichen Kirche und ist oberhalb des Chorbogens angebracht. Ebenfalls aus dem Vorgängerbau ist wohl der Taufstein aus der ersten Hälfte des 17. Jahrhunderts. Er besitzt ein achteckiges Becken mit Kassettenfeldern, der Sockel ist farbig gefasst. Der hölzerne Deckel stammt von 1867.
Die Kanzel kam mit dem Altar in der ersten Hälfte des 18. Jahrhunderts nach Hohnsberg. Sie ist schlicht gearbeitet und wird durch goldenes Rankwerk am Deckel und Kassettenfelder am Korpus gegliedert. Ein Vortragekreuz stammt aus dem 19. Jahrhundert. Die Kirche besitzt an zwei Seiten hölzerne Emporen, die im Norden zweigeschossig sind. Auf der Westseite befindet sich auf der halbrunden Empore die Orgel. Sie ist mit einem schlichten Gehäuse umgeben, das mit Goldornamenten verziert ist.